# Typ Fa (Straßenbahn Timișoara)
Der Typ Fa war eine nur zwei Triebwagen umfassende Splitterbaureihe der Straßenbahn Timișoara in Rumänien. 

## Geschichte
Die beiden normalspurigen Fahrzeuge entstanden 1931 durch die nachträgliche Motorisierung von zwei – erst 1929 im Eigenbau entstandenen – Beiwagen des Typs CII. Hierbei handelte es sich um die Wagen 82 und 83, die ihre Nummern nach dem Umbau behielten. Ihre neue Typenbezeichnung erhielten sie in Anlehnung an die zwischen 1925 und 1927 gebauten Triebwagen des Typs F, denen sie von ihren Abmessungen und der äußeren Form her stark ähnelten. 
Mit der Motorisierung der Wagen 82 und 83 beging die damalige Straßenbahngesellschaft Tramvaiele Comunale Timișoara (T.C.T.) Neuland, denn sie verkehrten von Beginn an als permanent miteinander gekuppelte Zwillingstriebwagen nach Budapester Vorbild, wo solche Gespanne bereits ab 1924 anzutreffen waren. Als Inbetriebnahme der Doppeleinheit ist der 19. Januar 1931 überliefert, wobei noch im gleichen Monat aus den beiden FII-Triebwagen 107 und 108 ein zweiter Zwillingszug gebildet wurde. Die Herkunft der elektrischen Ausrüstung des Zugs 82–83 ist nicht überliefert. Die Energiezufuhr erfolgte über einen Scherenstromabnehmer auf dem Wagen 82, während Wagen 83 per Starkstromkabel mitversorgt wurde. 
Im Zuge der großen Umnummerierungsaktion im Frühjahr 1964 erhielt das Fa-Gespann – im Anschluss an die sechs F-Wagen 101–106 – die neuen Nummern 107 (zuvor 82) und 108 (zuvor 83) zugeteilt, während der bisherige FII-Zug 107–108 die neue Bezeichnung 128–129 erhielt. Außerdem wurde fortan sowohl der Typ F als auch der Typ Fa als neuer Typ T.2 geführt. Im Zuge der Modernisierungswelle in den 1960er Jahren erhielt dabei auch der Zug 107–108 Wagenschürzen, neue einteilige Frontscheiben, beleuchtete Zugzielanzeigen, pneumatische Falttüren, abgerundete Fensterscheiben mit Aluminiumeinfassung und Einzelsitze statt der ursprünglichen Längssitzbänke. 
Für den Einsatz auf der Linie 4 in die Mehala erweiterte die Straßenbahngesellschaft den Zug 82–83 außerdem im Jahr 1966 um einen antriebslosen Mittelwagen des Typs C, der die Nummer 10 hatte. Bereits im Frühjahr 1969 wurde dieser allerdings durch den zu diesem Anlass demotorisierten Pionier-Wagen 143 ersetzt. In dieser Form war der Zug noch bis 1980 im Einsatz, als die Linie 7 erneut zu einer Ringlinie und endgültig auf Einrichtungswagen umgestellt wurde. Keiner der beiden Wagen des Typs Fa blieb erhalten.